# Dayr az-Zawr (distrikt)
Dayr az-Zawr (arabiska: دير الزور) är ett distrikt i Syrien. Det ligger i provinsen Dayr az-Zawr, i den östra delen av landet, 400 kilometer nordost om huvudstaden Damaskus.